# 배진호 효자문
배진호 효자문은 대한민국 충청북도 영동군 용산면 신항리에 있다. 1997년 7월 4일 영동군의 향토유적 제39호로 지정되었다.

## 개요
이 정문은 통덕랑(通德郞) 배진호의 효행을 기리기 위해서 세운 것이다. 배진호는 본관이 성산(星山), 호는 병와(病窩), 자는 자천(子天)이다. 그는 부친이 중풍으로 한쪽 다리를 못쓰고 고생할 때 갖가지 약을 구해다 달여 드렸으나 소용없었다. 그러던 중 잉어와 꿀이 좋다는 말을 듣고 구하려 하였으나 때가 장마철이라 구할 수가 없었다. 그래서 강가에 앉아 통곡하고 있는데 갑자기 잉어가 튀어나와 잡아서 달여 드렸더니 병이 금방 나았다 한다. 이 소문을 들은 임금이 1854년(철종 5년)에 명을 내려 정려 하였다. 이 정문은 정면 1칸, 측면 1칸의 맞배 기와집이다.

## 참고 문헌
- 배진호 효자문[깨진 링크(과거 내용 찾기)] - 영동군 향토유적